# Pardosa mongolica
Pardosa mongolica är en spindelart som beskrevs av Kulczynski 1901. Pardosa mongolica ingår i släktet Pardosa och familjen vargspindlar. Inga underarter finns listade i Catalogue of Life.